# Star 66
Star 66 − polski terenowy samochód ciężarowy o ładowności 4,5 tony produkowany w latach 1958–1965 przez FSC Star.

## Historia modelu
W 1952 roku Państwowa Komisja Planowania Gospodarki oraz Zarząd Główny Planowania Uzbrojenia i Techniki Wojennej zorganizowały konkurs na opracowanie dokumentacji technicznej terenowego samochodu ciężarowego średniej ładowności. Według kryteriów konkursu w projektach należało wykorzystać jak najwięcej podzespołów samochodów ciężarowych Star 20 i Lublin 51. Pierwsze rezultaty prac zostały przedstawione w czerwcu 1952 roku przez Biuro Konstrukcji Przemysłu Motoryzacyjnego z Warszawy oraz jego łódzki oddział. Po zatwierdzeniu zaprezentowanych projektów przez komisję konkursową, w 1953 roku zbudowano po dwa prototypy dwuosiowego modelu Star 44 oraz trzyosiowego Star 66.
Konstrukcja prototypowego Stara 44 osadzona została na podłużnicowej ramie spawanej wykonanej z blachy tłoczonej. W układzie jezdnym zastosowano przedni oraz tylny sztywny most napędowy zawieszony na półeliptycznych resorach piórowych. Tylny most napędowy wyposażony zostały w sterowaną mechanicznie blokadę mechanizmu różnicowego. Do napędu  zastosowano prototypowy, 6-cylindrowy, rzędowy silnik benzynowy typu S44, o pojemności skokowej 4680 cm³ i mocy maksymalnej 63 kW (85,7 KM). Silnik współpracował z 5-biegową manualną, niezsynchronizowaną skrzynią biegów z modelu Star 20. Skrzynia przekładniowa zblokowana była z reduktorem o dwóch przełożeniach.
Nadwozie drugiego modelu, jakim był prototypu trzyosiowego Stara 66 osadzone zostało na podłużnicowej ramie spawanej wykonanej z blachy tłoczonej. Układ jezdny stanowił przedni sztywny most napędowy zawieszony na półeliptycznych resorach piórowych, oraz środkowy i tylny most napędowy, każdy zawieszony na dwóch odwróconych półeliptycznych resorach piórowych oraz sześciu drążkach reakcyjnych. Środkowy oraz tylny most napędowy wyposażony został w mechaniczną blokadę mechanizmu różnicowego. Do napędu  zastosowano prototypowy, 6-cylindrowy, rzędowy silnik benzynowy typu S46, o pojemności skokowej 4680 cm³ i mocy maksymalnej 75,5 kW (102,5 KM). 5-biegowa manualna, niezsynchronizowana skrzynia biegów zblokowana była z 2-biegowym reduktorem.
Po przeprowadzeniu badań drogowych prototypów w 1954 roku, zdecydowano o niekontynuowaniu dalszych prac na modelem Star 44 i skupieniu się wyłącznie na rozwoju konstrukcji Stara 66. Przyczyną podjęcia takiej decyzji był brak możliwości równoczesnej produkcji dwóch modeli, spowodowanej ówczesnymi ograniczeniami technicznymi oraz finansowymi polskiego przemysłu motoryzacyjnego.
W tym samym roku zbudowano kolejne zmodernizowane prototypy tego pojazdu, które testowane były przez wojsko do 1955 roku. Po wydaniu pozytywnej opinii przez komisję Ministerstwa Obrony Narodowej, w styczniu 1956 roku zatwierdzono dokumentację techniczną wersji seryjnych i rozpoczęto prace przygotowujące fabrykę w Starachowicach do produkcji tego modelu.
Produkcję seryjną Stara 66 rozpoczęto w 1958 roku. Nadwozie pojazdu, podobnie jak wersji prototypowych osadzone zostało na podłużnicowej ramie spawanej wykonanej z blachy tłoczonej. W układzie jezdnym zastosowano przedni sztywny most napędowy zawieszony na półeliptycznych resorach piórowych, wspartych dodatkowo przez dwa hydrauliczne amortyzatory ramieniowe. Zawieszenie osi środkowej i tylnej stanowiły mosty napędowe, każdy zawieszony na dwóch odwróconych półeliptycznych resorach piórowych oraz sześciu drążkach reakcyjnych. Środkowy oraz tylny most napędowy wyposażony został w sterowaną mechanicznie blokadę mechanizmu różnicowego. Układ hamulcowy wyposażony został w podciśnieniowy system wspomagania. Do napędu Stara 66 zastosowano, 6-cylindrowy, rzędowy silnik benzynowy typu S47, o pojemności skokowej 4680 cm³ i mocy maksymalnej 77,3 kW (105 KM). Jednostka napędowa zblokowana została z 5-biegową manualną, niezsynchronizowaną skrzynią biegów, zespoloną poprzez wał rurowy ze sterowanym mechanicznie reduktorem o dwóch przełożeniach.

Star 66 wyposażany był w otwartą, dwuosobową kabinę wagonową typu N66 z brezentowym, składanym do tyłu dachem oraz dwudzielną przednią szybą. 
Produkcja Stara 66 została zakończona w 1965 roku, po wprowadzeniu do produkcji modelu Star 660, będącego zmodernizowaną odmianą swojego poprzednika.